# Hype cycle

Hype cycle

Il modello Hype Cycle (lett. ciclo dell'esagerazione) è una metodologia sviluppata da Gartner, società di consulenza, ricerca e analisi nel campo dell'Information Technology, per rappresentare graficamente la maturità, l'adozione e l'applicazione di specifiche tecnologie.

## Le cinque fasi

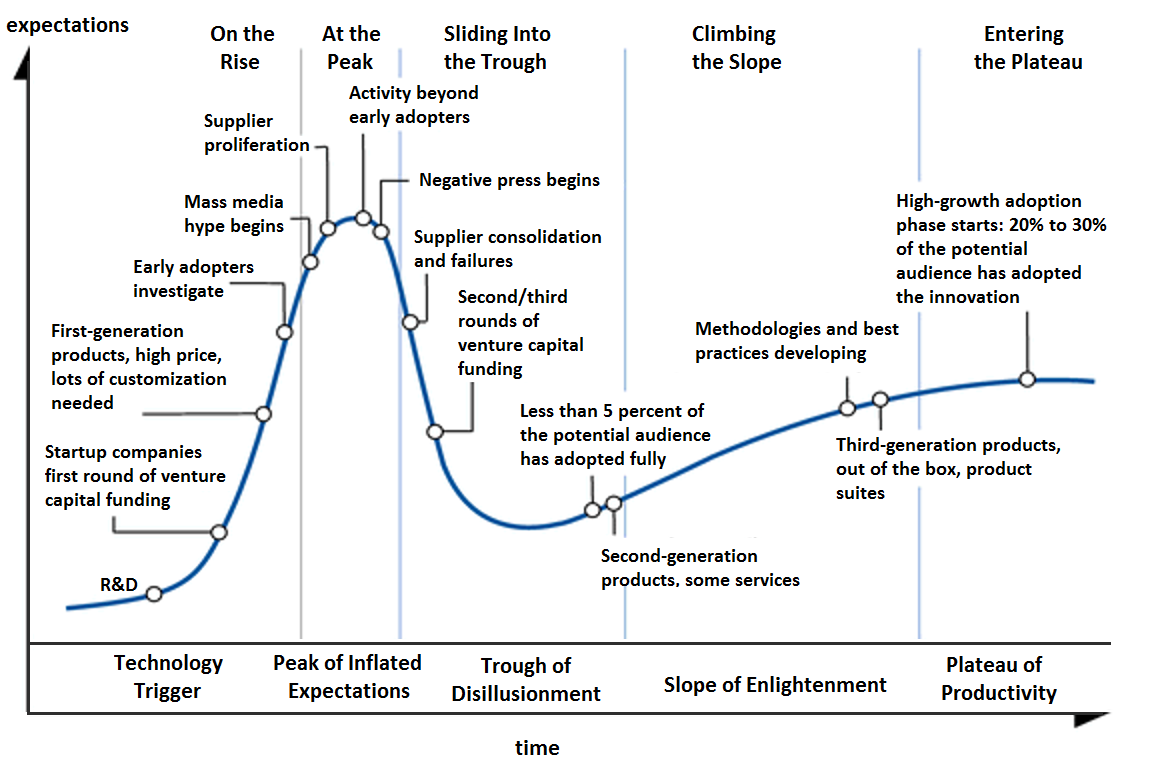
Generico Hype Cycle di una tecnologia

L'Hype Cycle di Gartner è articolato in cinque fondamentali fasi del ciclo di vita di una tecnologia.
| No. | Phase                                                             | Description |
| --- | ----------------------------------------------------------------- | --- |
| 1   | Technology Trigger (Innesco della tecnologia)                     | Una nuova tecnologia potenzialmente dirompente viene avviata. Lo sviluppo di primi Proof of concept e l'attenzione dei media scatenano una notevole pubblicità. Spesso non esistono ancora prodotti utilizzabili e non c'è prova della validità commerciale della tecnologia.                                                                                    |
| 2   | Peak of Inflated Expectations (Picco delle aspettative esagerate) | La pubblicità iniziale dà luogo ad una serie di storie iniziali di successo, spesso accompagnate da molti casi di fallimento. Alcune imprese agiscono, anche se molte non lo fanno. |
| 3   | Trough of Disillusionment (Fossa della disillusione)              | L'interesse nella tecnologia svanisce quando la sperimentazione e l'implementazione non producono i risultati sperati. I produttori della tecnologia entrano in crisi o falliscono. Gli investimenti continuano solo per quelle imprese sopravvissute grazie al miglioramento delle tecnologie di prodotto per soddisfare gli utenti precoci (o early adopters). |
| 4   | Slope of Enlightenment (Salita dell'illuminazione)                | Incomincia a diffondersi e ad affermarsi la consapevolezza di come la tecnologia possa avvantaggiare le imprese in diversi modi. Gli sviluppatori della tecnologia aggiustano il tiro creando prodotti di seconda e terza generazione. Un numero crescente di imprese finanzia progetti pilota, mentre quelle conservatrici restano prudenti.                    |
| 5   | Plateau of Productivity (Altopiano della produttività)            | L'adozione della tecnologia è la principale tendenza che prende sempre più piede. Vengono stabiliti più dettagliatamente i criteri di valutazione dell'affidabilità dei fornitori. L'applicabilità e la rilevanza della tecnologia per il mercato di massa stanno chiaramente producendo frutti.                                                                 |

## Critiche
Non sono mancate numerose critiche  all'Hype Cycle di Gartner, soprattutto da parte di coloro che sostengono che esso non rappresenti un ciclo, che il risultato finale non dipende dalla natura della tecnologia in sé, che il modello non abbia fondamento scientifico, e che non tiene in considerazione dei cambiamenti temporali relativi alla velocità alla quale la tecnologia si sviluppa. Un'altra critica è che il "ciclo" non produce benefici in termini di sviluppo e marketing di nuove tecnologie, ma fornisce solamente commenti su tendenze in atto. A differenza, ad esempio, dell'analisi del technology readiness level (o livello di prontezza tecnologica), specifici svantaggi sono:
- Con i termini (soggettivi) disillusione, illuminazione e aspettative non può essere descritto oggettivamente o chiaramente lo stato attuale di una tecnologia.
- I termini sono ambigui nel senso che potrebbero indurre in errore le persone sull'utilizzo della tecnologia. Gli utenti non vogliono restare delusi, per cui dovrebbero stare alla larga da tecnologie che si trovano nella fase del "Trough of Disillusionment"?
- Non viene proposta alcuna prospettiva d'azione per far passare una tecnologia allo stadio successivo.
- Appare come una specie di sistema elastico che produce una risposta immediata molto semplificata generalizzabile attraverso un'equazione differenziale. Forse, si potrebbe dire qualcosa in più formulando il modello con soluzioni conformi al comportamento osservato.